# Udupi
Udupi è una città dell'India di 113.039 abitanti, capoluogo del distretto di Udupi, nello stato federato del Karnataka. In base al numero di abitanti la città rientra nella classe I (da 100.000 persone in su).

## Geografia fisica
La città è situata a 13° 20' 60 N e 74° 45' 0 E e ha un'altitudine di 39 m s.l.m..

## Società

### Evoluzione demografica
Al censimento del 2001 la popolazione di Udupi assommava a 113.039 persone, delle quali 55.933 maschi e 57.106 femmine. I bambini di età inferiore o uguale ai sei anni assommavano a 9.471, dei quali 4.839 maschi e 4.632 femmine. Infine, coloro che erano in grado di saper almeno leggere e scrivere erano 94.197, dei quali 48.061 maschi e 46.136 femmine.